# Lijst van voetbalinterlands Brunei - Libanon
Deze lijst van voetbalinterlands is een overzicht van alle officiële voetbalinterlands tussen de nationale teams van Brunei en Libanon. De landen hebben tot nu toe een keer tegen elkaar gespeeld. De eerste ontmoeting, een kwalificatiewedstrijd voor de Azië Cup 2027, vond plaats op 25 maart 2025 in Al Wakrah (Qatar).

## Wedstrijden
| № | Plaats              | Datum            | Competitie                 | Wedstrijd        | Uitslag |
| - | ------------------- | ---------------- | -------------------------- | ---------------- | ------- |
| 1 | Al Wakrah           | 25 maart 2025    | Azië Cup 2027 kwalificatie | Libanon - Brunei | 5 − 0   |
| 2 | Bandar Seri Begawan | 18 november 2025 | Azië Cup 2027 kwalificatie | Brunei - Libanon | −       |

## Samenvatting
| Competitie            | Totaal gespeeld | Winst Brunei | Gelijk | Winst Libanon | Doelsaldo Brunei – Libanon |
| --------------------- | --------------- | ------------ | ------ | ------------- | -------------------------- |
| Azië Cup-kwalificatie | 1               | 0            | 0      | 1             | 0 − 5                      |
| Totaal                | 1               | 0            | 0      | 1             | 0 − 5                      |

NFABD
Bermuda ·
Bhutan ·
Cambodja ·
China ·
Filipijnen ·
Hongkong ·
India ·
Indonesië ·
Japan ·
Jemen ·
Laos ·
Libanon ·
Macau ·
Malediven ·
Maleisië ·
Mongolië ·
Myanmar ·
Nepal ·
Oost-Timor ·
Pakistan ·
Rusland ·
Singapore ·
Sri Lanka ·
Tadzjikistan ·
Taiwan ·
Thailand ·
Vanuatu ·
Verenigde Arabische Emiraten ·
Zuid-Korea
FLFA · 
A-internationals · 
Libanees vrouwenelftal
1940 – 1949 · 
1950 – 1959 · 
1960 – 1969 · 
1970 – 1979 · 
1980 – 1989 · 
1990 – 1999 · 
2000 – 2009 · 
2010 – 2019 ·
2020 − 2029
Afghanistan ·
Algerije ·
Armenië ·
Australië ·
Bahrein ·
Bangladesh ·
Bhutan ·
Brunei ·
Bulgarije ·
Cambodja ·
China ·
Cyprus ·
Djibouti ·
Ecuador ·
Egypte ·
Equatoriaal-Guinea ·
Estland ·
Filipijnen ·
Gabon ·
Georgië ·
Hongarije ·
Hongkong ·
India ·
Irak ·
Iran ·
Jemen ·
Jordanië ·
Kazachstan ·
Kirgizië ·
Koeweit ·
Laos ·
Libië ·
Malediven ·
Maleisië ·
Malta ·
Marokko ·
Mauritanië ·
Mongolië ·
Montenegro ·
Myanmar ·
Namibië ·
Nieuw-Zeeland ·
Noord-Korea ·
Noord-Macedonië ·
Oeganda ·
Oezbekistan ·
Oman ·
Oost-Timor ·
Pakistan ·
Palestina ·
Qatar ·
San Marino ·
Saoedi-Arabië ·
Singapore ·
Slowakije ·
Soedan ·
Somalië ·
Sri Lanka ·
Syrië ·
Tadzjikistan ·
Thailand ·
Tsjechië ·
Tunesië ·
Turkije ·
Turkmenistan ·
Vanuatu ·
Verenigde Arabische Emiraten ·
Vietnam ·
Zuid-Korea